# Pascal Auberson
Pour les articles homonymes, voir Auberson.
Pascal Auberson, né le 21 avril 1952 à Lausanne, est un chanteur, percussionniste et pianiste suisse.

## Biographie
Il étudie la batterie avec Kenny Clarke à Paris.
Il suit une formation classique au conservatoire de Genève en classe de percussion avec Pierre Métral et il étudie le piano avec Henry Chaix.
De 1972 à 1974, il est percussionniste à l'Orchestre de la Suisse romande, puis pour le spectacle « Lecture de Michaud » d'Antoine Duhamel, à Paris. En 1981, il enregistre un 45 tours Comme l'eau de la mer / Te croquer chez Polydor.
Il est issu d'une famille de musiciens : son père Jean-Marie Auberson (1920-2004) est chef d'orchestre, alors que son frère Antoine Auberson est compositeur et saxophoniste, et sa sœur, Audrey Michael, est cantatrice soprano.
Il a deux enfants avec la danseuse et chorégraphe Diane Decker.
Il a pendant plus de 25 ans un atelier dans le quartier du Flon à Lausanne.

## Discographie
- Kelomès, Icare Prod./Disques Office, 2007[4]